# Butigeidis litván nagyfejedelem
Butigeidis (†1290?) Litvánia nagyfejedelme 1285-1290 között. A Gediminas-dinasztia első ismert tagja.

## Élete
Butigeidisről csak kevés információ áll rendelkezésre, mindössze kétszer említik az írásos források. 1289-ben az orosz Ipatyevi krónika írja róla, hogy a békéért cserébe ő és fivére, Butvydas átadta Vavkaviszk városát Msztyiszláv Danyilovics volhíniai fejedelemnek. Emiatt egyes történészek feltételezik, hogy akárcsak később Algirdas és Kęstutis, a két fivér együtt kormányozta az országot. A Livóniai lovagrend magisztere 1290 novemberében említi őt egy levélben, mint "Butegeyd királyt".
Származása bizonytalan. Elődje, Daumantas után ő lett a nagyfejedelemség uralkodója, ezért lehetséges hogy annak fia volt, esetleg a korábban kormányzó Traidenis nagyfejedelemé.
Az ő idejében a teuton lovagok Litvánia elleni támadásai intenzívebbé váltak. A lovagrend a Nyeman-folyó déli partján, Tilsitben egy várat épített és a litvánok a folyó túlpartján kénytelenek voltak elhagyni Koklainiai erődjét. Butigeidis kezdte el annak a Nyemanra támaszkodó erődrendszer kiépítését, amely segítségével utódai fel tudták tartóztatni a németek támadásait.

## Fordítás
- Ez a szócikk részben vagy egészben  a(z)   Будикид című orosz Wikipédia-szócikk ezen változatának fordításán alapul.  Az eredeti cikk szerkesztőit annak laptörténete sorolja fel. Ez a jelzés csupán a megfogalmazás eredetét és a szerzői jogokat jelzi, nem szolgál a cikkben szereplő információk forrásmegjelöléseként.
- Ez a szócikk részben vagy egészben  a   Butigeidis című angol Wikipédia-szócikk ezen változatának fordításán alapul.  Az eredeti cikk szerkesztőit annak laptörténete sorolja fel. Ez a jelzés csupán a megfogalmazás eredetét és a szerzői jogokat jelzi, nem szolgál a cikkben szereplő információk forrásmegjelöléseként.

| Előző uralkodó: Daumantas | Litvánia nagyfejedelme 1285-1290 | Következő uralkodó: Butvydas |